# Matti Aura (trafikminister)
Matti Ilmari Aura, född 18 juni 1943 i Helsingfors, död 16 februari 2011, var en finländsk affärsman och politiker (Samlingspartiet). Han var ledamot av Finlands riksdag 1995–1999 och Finlands trafikminister 1997–1999.
Aura var vicehäradshövding och arbetade som vd för Finlands hamnförbund och som vd för Centralhandelskammaren. Aura tillträdde 1997 som trafikminister i Regeringen Lipponen I. Han avgick 1999 i sviterna av en skandal kring Sonera-aktier.